# Manuel Urrutia Lleó
Pour les articles homonymes, voir Urrutia.
Manuel Urrutia Lleó, né le 8 décembre 1901 et mort le 5 juillet 1981, est un avocat, juriste et homme d'État cubain, opposant au régime de Fulgencio Batista, président du 2 janvier au 18 juillet 1959 à la suite de la révolution cubaine.

## Biographie

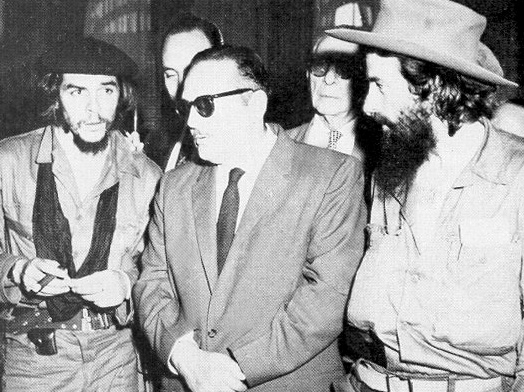
Manuel Urrutia (lunettes noires) avec les dirigeants révolutionnaires Che Guevara (à gauche) et Camilo Cienfuegos (à droite).

Il est choisi très tôt comme futur président par le mouvement du 26 juillet et a un rôle important en obtenant l'arrêt des livraisons d'armes au régime de Batista lors d'une visite aux États-Unis en 1958.
Après la prise du pouvoir par les castristes, il exige l'arrêt immédiat de la « justice sommaire » menant à l'exécution de nombreux opposants. Fidel Castro lui rétorque alors que « les assassins seront fusillés jusqu'au dernier ».  
Libéral, il doit démissionner sous la pression des communistes et de son Premier ministre Fidel Castro. Il s'exile alors au Venezuela, puis peu après aux États-Unis où il finit sa vie comme professeur d'espagnol à New York.
Il participe en 1965 à Manille (Philippines) à la conférence internationale de la Ligue anticommuniste des peuples d’Asie (Asian Peoples' Anti-Communist League ou APACL), en tant que dirigeant de la Cuban democratic revolutionary Alliance.

## Référence
1. ↑  Jean-Pierre Clerc, Fidel Castro, une vie, page 159
2. ↑  cia.gov, New York times, 11e conférence annuelle de l'APACL